# Modificarea climei

Modificarea climei prin însămânțarea norilor poate fi făcută cu generatoare de la sol, cu avioane sau cu rachete

Modificarea climei sau manipularea vremii este actul de a manipula sau de a modifica în mod intenționat vremea. Cea mai comună formă de modificare a vremii este însămânțarea norilor prin care se încearcă modificarea cantității de precipitații care sunt produse de anumiți nori prin dispersarea în atmosferă a anumitor substanțe care servesc ca nuclee de condensare.
Modificarea vremii poate avea, de asemenea, scopul de a preveni stări dăunătoare ale vremii, cum ar fi grindina sau uraganele. Manipularea  vremii  poate avea ca rezultat încălzirea sau răcirea globală sau poate fi îndreptată și împotriva inamicului, ca tactică a războiului militar sau a celui economic. Modificarea vremii în război a fost interzisă de către Organizația Națiunilor Unite. La 18 mai 1977 la Geneva  a fost semnată de către 48 de state (inclusiv Republica Socialistă România), Convenția de modificare a mediului (Environmental Modification Convention)